# 喬丹氏細鱗雀
喬丹氏細鱗雀（学名：Teixeirichthys jordani），又名喬氏蜥雀鯛、厚殼仔，为輻鰭魚綱鱸形目雀鯛科蜥雀鯛屬下的一个种。

## 世界分布
印度至西太平洋。

## 地理分布
分佈於印度-西太平洋區，包括紅海、莫三比克海峽、澳洲、台灣、中國與日本。台灣發現於北部、西南部、東北部及澎湖等地。

## 栖息环境
礁區、近海沿岸。棲息深度是4-20米。

## 特徵
本魚體呈橢圓形且側扁，吻短而鈍圓，體呈藍灰色至褐色，頭部具藍點，背鰭硬棘13枚、背鰭軟條11-13枚、臀鰭硬棘2枚、臀鰭軟條13枚，體長可達14公分。

## 生態
主要棲息在海草床或沙底質海域，生活習性不明。